# 五億探長雷洛傳II之父子情仇
《五億探長雷洛傳II之父子情仇》是1991年上映的香港剧情片，為《五億探長雷洛傳》的续集。

## 剧情
故事承接上部，前面几分钟简要回顾了上部的一些主要情节。
1959年，油尖區的英籍探长「祁利夫」退休，此肥缺引起雷洛（劉德華飾）与颜同（秦沛飾）的争夺。颜同不惜勾结全香港各大捞家甚至毒枭，籌得三百萬元，大買人頭，务求登上宝座。並且向老虎蟹（陳惠敏飾）承諾將把油麻地避風塘改為運毒卸貨碼頭，不用再從新界上岸被抽成。
雷洛從豬油仔（吳孟達飾）口中得知顏同的計畫後，一度陷入困境。透過岳父（田俊飾）的指點，从奉承警务处處长好赌的夫人身上下手，也因此得到处长对雷洛的器重。最终颜同虽然得到油麻地探长的位置，但是雷洛却被提拔为新设的总华探长之职，居于颜同之上。
雷洛得知舊情人阿霞（邱淑貞飾）身边的7岁小男孩是他的儿子后，就安排了一个住处给他们母子俩并时常探望之。妻子阿嫦（張敏飾）知道阿霞母子的处境后，同意雷洛娶阿霞当側室，可正当阿霞准备结婚时，香港政府废除了允许納妾的大清律例。阿霞与阿嫦见过面后，她搬离了住处并给雷洛留下了一封告别信，以及雷洛当初送给她的定情玉坠和一件自己穿过的衣服。雷洛发现阿霞母子离开后倍感惆怅。
雷洛上任后，重整偏门秩序，各大捞家争相拥戴，声势如日中天；相反的，颜同则一落千丈，令他对雷洛更加痛恨。为此颜同向利益受損的老虎蟹介紹亡命之徒火麒麟（陳龍飾），由老虎蟹聯絡火麒麟去暗杀雷洛，雷洛躲过一劫，然而阿嫦為了保護雷洛卻中了槍。雷洛事後大舉追查，为避免雷洛查出暗杀是他主谋的，颜同又亲手杀了老虎蟹以灭其口。
1960年代，雷洛呼風喚雨、叱吒風雲，不仅控制着全港的警务运作，还积极投资房地产和娱乐场所等多项商业领域，估計其财富超过5亿港元（購買力平價，等同今日五千多億港元），富可敵國。
1972年，英国政府派薛基夫来港任新警务处处长。他发觉香港警界极其腐败，黃賭毒猖獗，使得整个香港社会是罪恶的大温床，于是决心积极打击各种犯罪活动。这令雷洛等人感到棘手。雷洛運用傳媒力量，使打擊黃賭毒無功而返。
1974年，雷洛獲得殖民地警員勳章，並被英方破格升為幫辦，事實上卻是剝奪其探長的權力，由顏同與藍江繼位總華探長。另外，直属于香港總督的廉政公署成立，致力于打击各种腐败行为，这让雷洛选择提早退休，并选择转移全部资产于加拿大，准备全家移民。此時雷用贤（郭富城飾）在澳洲大学畢業后与母亲又一起回到香港，雷用贤更是考入廉政公署，成為專員。原來當初阿霞为了不想連累雷洛仕途，她选择带着儿子雷用贤离开香港。两人去了澳洲，阿霞在唐人街打工，辛苦抚养雷用贤长大成人。雷用贤了解其父雷洛貪腐深重的事实，所以对其非常痛恨，且懷恨在心。父子间的矛盾让阿霞发病住院。
此時，老虎蟹的弟弟「蝦頭」从荷兰回香港，找上顏同要殺顏同以報兄仇，颜同騙蝦頭是雷洛杀死老虎蟹的，蝦頭發誓要一雪前恥。
准备退休的雷洛听到阿霞病危的消息，趕赴医院。路上受到「蝦頭」的追杀，其腿部受了枪伤。但雷洛還是到了医院看望阿霞，並且在豬油仔說服下，雷用賢最終同意與雷洛一起看着她离世。杀手们也赶到医院追杀雷洛，雷用賢雖稱恨不得雷洛出去被打死，最終仍在與雷洛拚命抵抗，將杀手们紛紛被殺死。雷洛逃到頂樓天臺，並殺了追殺他的蝦頭。顏同見機，以總華探長的身分乘機封鎖了現場，不讓任何警員進入，想要自己親手置雷洛於死地。
在醫院頂樓，顏同追上雷洛，坦言他已經忍了雷洛二十一年，終於能在他退休前殺了他。然而大量雷洛舊部的便衣警員們蜂擁而上，制伏了顏同，原來他們在顏同搭電梯時從樓梯跑上來。雷洛沒有殺死顏同，卻把顏同痛毆了一頓，以為阿叔、阿霞跟他自己報仇。雷用贤则表示要追究颜同的腐败罪责，顏同痛罵要告他們警廉勾結，雷用賢則說他們是父子勾結。顏同被帶走後，雷洛對雷用賢說：「這次換我不認你了」，兩人相視而笑。
香港许多貪污腐败、尤其是那些还在任职的警長们，大都受到了廉政公署的查处和司法的追究，顏同亦遭到廉政公署的訊問；而受到通缉的雷洛则早已与家人逃到加拿大，再也無法返港。
老年雷洛在湖邊回忆起自己的人生种种过往经历，更想起自己当初为何要当一名警察，他当时的回答就是为了吃饭。當僕人過來說夫人指示開飯後，雷洛回答人生最重要的就是吃飯。

## 與現實相異之處
現實中，雷洛之原型人物呂樂（後已去世）早於1969年便已提早退休，並於廉政公署成立前離開香港；而廉政公署成立後主要打擊之警方人物則為葛柏。至於戲中雷洛之子任職廉署，並欲逮捕親父此一情節實為虛構；沒有記錄顯示呂樂或葛柏之子曾任職廉署。此外，現實已故呂樂女兒則在台灣發展，而其他七名兒子都在加拿大發展。

## 角色
| 演員     | 角色                 | 關係                                                                                         | 原型 |
| -------- | -------------------- | -------------------------------------------------------------------------------------------- | ---- |
| 劉德華   | 雷洛                 | 港島區总华探长，後破格晉升為督察，對兒子心存偏見，後和好                                     | 吕乐 |
| 張敏     | 白月嫦               | 雷洛妻子、雷用賢後母                                                                         |      |
| 邱淑貞   | 阿霞                 | 雷用贤之母                                                                                   |      |
| 秦沛     | 顏同                 | 油麻地警區探長，後為總華探長，最後被廉政公署拘捕                                             | 颜雄 |
| 郭富城   | 雷用贤               | 雷洛的儿子，廉政公署調查員，對父親心存偏見，後和好                                           |      |
| 吳孟達   | 豬油仔               | 雷洛好友，帳房                                                                               |      |
| 向华强   | 蓝江                 | 九龍區總華探長                                                                               | 藍剛 |
| 張達明   | 伍克平               | 罪犯                                                                                         |      |
| 陳惠敏   | 老虎蟹               | 受顏同慫恿買兇殺雷洛，失敗後遭顏同殺人滅口                                                   |      |
| 熊欣欣   | 蝦頭                 | 老虎蟹的弟弟，從荷蘭回香港以報兄仇                                                           |      |
| 田俊     | 白飯魚               | 大撈家，白月嫦之父，雷洛岳父,在金錢上的支持雷洛榮升總華探長                                  |      |
| 伍國健、 | 坤、森               | 雷洛下屬，最後被廉政公署拘捕                                                                 |      |
| 王維德   |                      | 雷洛下屬                                                                                     |      |
| 林華勳   |                      | 雷洛下屬                                                                                     |      |
| 何其勇   |                      | 雷洛下屬                                                                                     |      |
| 藍靖     | 德                   | 顏同下屬，最後被廉政公署拘捕                                                                 |      |
| 曾耀明   | 超                   | 顏同下屬，最後被廉政公署拘捕                                                                 |      |
| 陳龍     | 風化案疑犯，實為殺手 | 亡命之徒，受老虎蟹收買暗殺雷洛。                                                             |      |
| 黃智強   | 火麒麟               | 局裡警員，欠下高利貸，被收買協助殺手暗殺雷洛，後殺了刺客滅口。在雷洛用家人威脅後供出收買者。 |      |
| 周潤堅   |                      | 蝦頭手下，槍手                                                                               |      |
| 林富偉   |                      | 蝦頭手下，槍手                                                                               |      |
| 劉子明   |                      | 蝦頭手下，槍手                                                                               |      |
| 詹小玲   |                      | 蝦頭手下，槍手                                                                               |      |
| 魯亦詩   |                      | 警務處長                                                                                     |      |
| 莊域飛   |                      | 薜基夫處長翻譯                                                                               |      |
| 尹光     | 歌手                 |                                                                                              |      |
| 關海山   | 陳統探長             | 雷洛的前上司,已退休（香港版本戲份被刪除）                                                    | 陳立 |

## 外部連結
- 開眼電影網上《五億探長雷洛傳II之父子情仇》的資料（繁體中文）
- 豆瓣电影上《五億探長雷洛傳II之父子情仇》的資料 （简体中文）
- 时光网上《五億探長雷洛傳II之父子情仇》的資料（简体中文）
- AllMovie上《五億探長雷洛傳II之父子情仇》的资料（英文）
- 爛番茄上《五億探長雷洛傳II之父子情仇》的資料（英文）
- 香港影庫上《五億探長雷洛傳II之父子情仇》的資料（繁體中文）
- 互联网电影数据库（IMDb）上《五億探長雷洛傳II之父子情仇》的资料（英文）